# Adenanthos ellipticus
Adenanthos ellipticus es un arbusto la familia Proteaceae. Crece entre 0,2 y 1 metro de altura, teniendo unas hojas de 6-15 mm de largo. Es nativa de Australia Occidental. Es considerada como flora amenazada- flora rara.

## Descripción
Adenanthos ellipticus crece como un arbusto abierto que se extiende hasta 3 m de alto y 4 m de ancho. Las hojas son de 2–5 centímetros  de largo por 5–15 milímetros de ancho, mientras que las flores de color naranja o rosa rojizo tienen 2,5 centímetros de largo.